# Coleoidea
Coleoidea (ægte blæksprutter) er en underklasse blandt blæksprutterne. De er kendetegnet ved at have to gæller og en indre, ofte uforkalket skal. Det er de højst udviklede bløddyr. Kroppen er sæk- eller spydformet med et tydeligt afsat hoved, der bærer 8 eller 10 arme besat med sugekopper.
Øjnene er stærkt udviklede og sammenlignelige med de bedste blandt hvirveldyrene.

## Beskrivelse
Moderne blæksprutter udviklede sig formentlig for 100 millioner år siden i Mesozoikum under pres fra bl.a hvaløgler.

### Hjerner
En blæksprutte har en central hjerne med op til 170 millioner neuroner. Den kommunikerer relativt enkelt med en sekundær hjerne (op til 50 millioner neuroner) i hver arm, 9 hjerner i alt. Med 8 arme har blæksprutten altså 400 millioner neuroner i armene tilsammen; over dobbelt så mange som i den centrale hjerne.

### Øjne
På hver side af hovedet sidder et øje, der funktionelt er lige så godt som de bedste hvirveldyrøjne. Øjet fungerer dog anderledes. Linsen er kugleformet og kan ikke ændre form. I stedet foregår afstandsindstillingen ved at afstanden mellem nethinde og linse ændres. Mængden af lys i øjet reguleres ved en vandret spalte. Øjenlågene har forskelligt udseende alt efter blæksprutteart.

### Mund
Mellem armene sidder munden, hvori der findes en raspetunge og et par hårde kitinkæber, der minder om et papegøjenæb.

### Kappe
Kappen er den muskuløse hudfold, der omslutter indvoldssækken. De to er sammenvokset i ryggen. På bugsiden, i kappehulen, findes de to gæller og her udmunder endetarm, urinvej og kønsorganer.

### Tragt
Tragten, der er den stærkt omdannede fod, lukker af for kappehulen. Den forreste del af tragten er udformet som en tud, der kan drejes i flere retninger. Her udstødes åndingsvandet, hvilket kan udnyttes til at skabe fremdrift efter jetprincippet.

### Farveskift
Huden er forsynet med pigmentceller, der indeholder sortrøde, gule og orange farvestoffer. Disse celler kan udspiles, så huden bliver farvet, eller de kan trækkes sammen, så huden bliver bleg. Under pigmentcellerne findes et spejlende lag af glansceller, der giver farverne et metallisk skær. Farveskiftet kan reguleres af nervesystemet, og blæksprutter udnytter f.eks. dette til at camouflere sig eller frembringe en parringsdragt.

## Føde
Blæksprutter er rovdyr og byttet gribes med armene og parteres af hornkæberne. Det bageste par spytkirtler udskiller et giftstof som lammer byttet. Større krebsdyr og muslinger kan fordøjes udenfor munden.

## Blæk
De fleste arter af ægte blæksprutter har en blæksæk. Dette gælder dog ikke for den gruppe af ottearmede blæksprutter, der findes i underordnen Cirrina (syn. Cirrata). Blækket kan udspyes sammen med åndingsvandet og anvendes til at forvirre en fjende. Blækket blandes med slim og der opstår en sky, der skjuler blæksprutten, så den kan nå at undslippe.

## Forplantning
Blæksprutter er særkønnede. Ved parringen overføres en spermatofor (sædbeholder). En af hannens arme, kaldet hectocotylus, er særligt udviklet til at foretage denne overførsel. Før parringen opføres ofte et parringsspil.
Æggene er forsynet med blomme, og ved klækningen ligner ungen hos de fleste arter de voksne blæksprutter.

## Eksempler på arter

### Tiarmede blæksprutter
- Kolosblæksprutte
- Kæmpeblæksprutte
- Sepiablæksprutte
- Taningia danae
- Loligoblæksprutte

### Ottearmede blæksprutter
- Blåringet blæksprutte
- Eledoneblæksprutte
- Almindelig ottearmet blæksprutte
- Kæmpestillehavsblæksprutte

## Klassifikation
De nutidige arter er alle samlet i en urangeret gruppe, Neocoleoidea, der indeholder de to overordner Decapodiformes og Octopodiformes.
- Overorden: Decapodiformes (Tiarmede blæksprutter)
  - Orden: Spirulida
  - Orden: Sepiida
  - Orden: Sepiolida
  - Orden: Teuthida
- Overorden: Octopodiformes
  - Orden: Vampyromorphida
  - Orden: Octopoda (Ottearmede blæksprutter)